# غوكت (باكينجهامشير)
غوكت (بالإنجليزية: Gawcott)‏ هي قرية تقع في المملكة المتحدة في إنجلترا.  يقدر عدد سكانها بـ 778 نسمة .

## أعلام
- جورج جيلبرت سكوت